# Trồng rồi lại chặt
Trồng rồi lại chặt hay Trồng - chặt là hiện tượng xảy ra trong lĩnh vực nông nghiệp để chỉ hành động trồng trọt một loại cây nông sản do thấy nhu cầu mua lớn, lợi nhuận cao dẫn đến nông dân chặt bỏ cây trồng hiện có. Nông dân chuyển sang trồng loại cây được xem là có kinh tế hơn. Một thời gian sau đó lại chặt bỏ diện tích cây mới trồng và lại trồng loại cây khác, trồng rồi lại chặt cứ thế lặp lại. Hiện tượng này liên quan đến nguyên lý cung - cầu trong nông nghiệp và biến động thị trường nông sản.

## Tình trạng
Tại miền Bắc Việt Nam, ở các tỉnh Bắc Giang, Hòa Bình, Yên Bái, Phú Thọ,...diễn ra việc chặt vải thiều để trồng cây ăn quả có múi như cam, bưởi,...các loại quả như bưởi từng có giá gần 30.000 VND/kg khi hàng hóa dồn ứ giá tuột xuống chỉ còn 5.000 VND/kg dẫn đến từ 2022 bắt đầu xảy ra hiện tượng nông dân chặt cây bưởi đã trồng. Vùng trồng cam Cao Phong được biết đến rộng rãi của tỉnh Hòa Bình có diện tích 900 ha trồng cam năm 2010. Diện tích đã gia tăng lên gần 3.000 ha vào năm 2021 nhưng sau đó nông dân lại tiến hành chặt bỏ, đến 2022 diện tích chỉ còn 1.700 ha. Nông dân chuyển sang trồng chuối, mía, dứa.

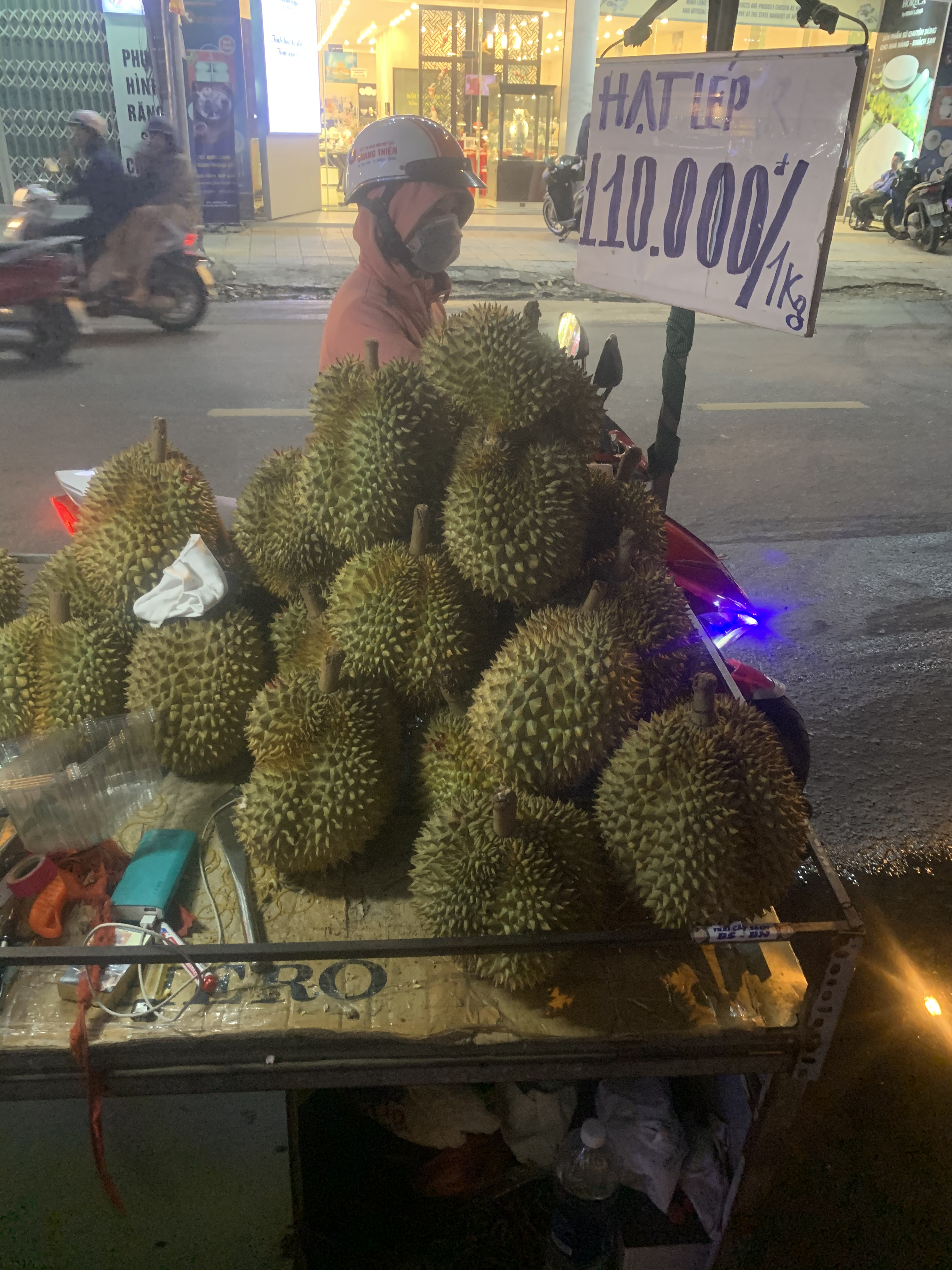
Sầu riêng được bán tại đường phố ở Việt Nam.

Tại miền Đông Nam Bộ, nông dân Đồng Nai đua nhau chặt chôm chôm tróc để trồng chôm chôm nhãn, rồi đến năm 2016 lại chặt để trồng chôm chôm Thái. Nguyên nhân là do giá cả, trong khi chôm chôm tróc chỉ có giá 5.000 - 6.000 VND/kg, chôm chôm nhãn có giá 15.000 VND/kg thì chôm chôm Thái có giá 18.000 VND/kg. Vào năm 2018 ở Trảng Bom, Đồng Nai, nhiều diện tích hồ tiêu bị chặt để trồng chuối cấy mô, do nông dân thấy giá tiêu quá thấp còn giá chuối lại quá cao. Vào năm 2022, nhiều diện tích thanh long ở Bà Rịa - Vũng Tàu bị đốn để chuyển sang cây trồng khác. Tại Bình Phước, người dân chặt điều, hồ tiêu, cao su, cà phê,...để trồng sầu riêng. Đến năm 2022, diện tích trồng sầu riêng là 4.802 ha, trong khi đó diện tích cà phê giảm 604 ha, diện tích trồng hồ tiêu giảm 1.144 ha. Tháng 9 năm 2022, sầu riêng của Việt Nam chính thức được xuất khẩu chính ngạch sang Trung Quốc dẫn đến việc chặt để trồng sầu riêng diễn ra mạnh hơn.
Năm 2016, người dân ở Mang Yang và một số huyện khác ở Gia Lai, đã ồ ạt chặt cây cao su trên 10 năm tuổi và chặt cây cà phê để trồng chanh dây. Điều này do giá mủ cao su hiện tại thấp, trong khi chanh dây có giá 20.000 VND/kg. Tuy nhiên, đến 2023, giá chanh dây tuột xuống mạnh khiến người trồng bị lỗ nặng. Năm 2022, ở Bình Thuận có 2.500 ha thanh long bị chặt để chuyển sang cây trồng khác, 1.500 ha khác ngừng canh tác.
Từ những năm 2010, tại các tỉnh khu vực Tây Nam Bộ, như Tiền Giang, diễn ra việc phá bỏ lúa trồng mít, sau đó chặt bỏ các vườn mít để trồng sầu riêng. Một số vùng trồng trực tiếp từ lúa lên vườn sầu riêng. Năm 2012 ở Vĩnh Long, Hậu Giang, nông dân bỏ lúa trồng cam sành do họ thấy giá cam sành tăng cao. Giá lên đến 33.000 VND/kg, thậm chí vẫn có lợi nhuận nếu giá chỉ ở mức 7.000 VND/kg, vì chi phí chỉ khoảng 4.000 VND. Theo một đánh giá, một hecta lúa mang đến lợi nhuận 50 triệu VND nhưng cùng diện tích lợi nhuận trồng cam sành là 500 triệu. Tuy nhiên, đến năm 2018, nông dân lại phải chặt cam để trồng các loại cây ăn quả khác do hàng quá nhiều, giá cả không ổn định trong khi vật tư nông nghiệp lớn. Nông dân Vĩnh Long đã chuyển sang trồng mít Thái siêu sớm khi giá loại quả lên đến 50.000 VND/kg vào dịp Tết. Diện tích mít huyện Châu Thành, tỉnh Hậu Giang tăng nhanh từ hơn 600 ha trong năm 2017 lên gần 1.000 ha trong năm 2018.
Năm 2012, mặc dù sản lượng dừa của Bến Tre gia tăng nhưng Trung Quốc chỉ nhập ít hơn, giảm 70%, cùng thời điểm giá dừa toàn cầu sụt giảm, khiến nông dân ồ ạt chặt dừa, nhiều người chuyển sang trồng bưởi da xanh. Vào năm 2015 ở Hậu Giang và Sóc Trăng, giá thanh long tuột xuống chỉ còn 3.000 VND/kg, giá đu đủ là 500-1.000 VND/kg, dẫn đến nông dân chặt bỏ để trồng chanh không hạt khi giá loại quả này lên đến 20.000 VND/kg. Ở Bến Tre, vào năm 2018, nông dân chặt vườn cây măng cụt sau nhiều năm chúng có giá cao, nhưng họ không trồng lại loại cây ăn trái khác mà trồng các loại hoa kiểng và cây giống. Năm 2022, nhiều khu vực ở Long An nông dân cũng bắt đầu chặt thanh long để trồng các loại cây khác.
Sầu riêng hiện đang là nông sản giá trị kinh tế cao, theo Đề án "Phát triển bền vững cây ăn quả chủ lực" do Bộ Nông nghiệp và Phát triển nông thôn thực hiện diện tích sẽ là 75.000 ha đến năm 2030 nhưng đến năm 2022 diện tích trồng đã tăng lên đến 110.000 ha, phân bổ khắp miền Tây, miền Đông và Tây Nguyên. Điều này dẫn đến rủi ro rất lớn do vấn đề đầu ra hàng hóa.

## Nguyên nhân
Nguyên nhân lớn ảnh hưởng đến hiện tượng Trồng rồi lại chặt là từ Trung Quốc. Phần lớn nông sản Việt Nam xuất khẩu sang nước này, có thời điểm thị trường Trung Quốc nhập số lượng lớn hàng nông sản, chẳng hạn mít. Vào một số thời điểm họ không nhập hàng dẫn đến hàng hóa dồn ứ. Một nguyên nhân ảnh hưởng trực tiếp đó là hậu quả của Đại dịch COVID-19 khiến tình trạng lỗ lã, phá sản trên diện rộng nhiều ngành nghề, bao gồm cả lĩnh vực nông nghiệp. Nông sản của nhiều nước như Thái Lan, Campuchia,... cũng cạnh tranh khốc liệt với nông sản Việt Nam để nhập vào Trung Quốc. Sự biến động thị trường tiêu thụ nông sản Trung Quốc gây ra khủng hoảng từ đó dẫn đến hiện tượng trồng - chặt, điều đó cho thấy sự phụ thuộc nặng nề của Việt Nam vào thị trường Trung Quốc, thị trường xuất khẩu nông sản gần như duy nhất của Việt Nam. Năm 2016, Trưởng Phòng Nông nghiệp và Phát triển nông thôn huyện Mang Yang Phạm Ngọc Cơ cho biết "Ngay cả cây cao su, khoai mì cũng bán sang thị trường [Trung Quốc] là chủ yếu". Một dữ liệu về thanh long, hơn 80% trong sản lượng 1,4 triệu tấn thanh long của Việt Nam được xuất sang Trung Quốc.
Vấn đề lớn của hiện tượng trồng - chặt không chỉ là số lượng nông sản mà là vấn đề chất lượng. Sản phẩm không được chú trọng chất lượng dẫn đến bị ngừng xuất khẩu. Đầu năm 2023, thanh long ruột đỏ của Việt Nam xuất sang Nhật Bản bị đình chỉ. Yêu cầu chất lượng cần được đáp ứng đầy đủ, điều này minh chứng thông qua chứng nhận mã vùng nông sản xuất khẩu.
Việc thiếu quản lý về giá cả gây thiệt hại nặng cho người nông dân. Tại Bến Tre, giá măng cụt mua tại vườn có thời điểm 40.000 VND/kg nhưng giá bán trôi nổi bên ngoài chỉ có 30.000 VND/kg, từ đó gây thiệt hại cho họ. Như thế, giá cả hoàn toàn chi phối hiện tượng trồng - chặt này chứ không phải sự đảm bảo của các hợp đồng thương mại. PGS.TS Nguyễn Văn Huỳnh - nguyên giảng viên khoa nông nghiệp Trường Đại học Cần Thơ đã có đánh giá người nông dân chạy theo phong trào, trồng trọt đánh liều, chỉ thấy cái lợi trong ngắn hạn. Không chỉ giá bán mà còn giá vật tư nông nghiệp quá cao, chi phí của phân bón, thuốc trừ sâu,... tăng mạnh khiến lợi nhuận không thể bù đắp, do đó dẫn đến chặt - trồng. Năm 2023, nông dân nhiều địa phương ở Bến Tre vẫn chặt bỏ bưởi da xanh dù giá nông sản loại quả này đã có dấu hiệu tăng lại. Họ chuyển sang trồng loại cây khác như dừa xiêm xanh, điều.
Hiện tại thì chính quyền không thể kiểm soát nổi nông dân. Năm 2011, chính quyền Hậu Giang cố gắng tìm cách khống chế việc bỏ lúa trồng cam sành, nhưng quá muộn. Chỉ riêng xã Tân Thành thuộc Ngã Bảy đã có 1.043 ha trồng cam, trong khi lúa chỉ còn diện tích 4,4 ha. Tại xã Phú Hữu huyện Châu Thành, 400 ha bưởi năm roi chỉ còn 80 ha. Chúng cũng bị chặt để trồng cam. Trưởng Phòng Nông nghiệp và Phát triển nông thôn huyện Mang Yang Phạm Ngọc Cơ cho biết "Người dân thấy trồng cây gì có lợi thì họ trồng, không cản được". Năm 2023, Cục trưởng Cục Trồng trọt Nguyễn Như Cường cho biết Bộ Nông nghiệp và Phát triển nông thôn hay UBND cấp tỉnh không thể bắt buộc người dân, "Cơ quan nhà nước chỉ đứng trên góc độ tổng thể như thị trường trong và ngoài nước, điều kiện tự nhiên, thị trường cạnh tranh... để khuyến cáo, cảnh báo nông dân chứ không thể cấm nông dân không được trồng cây này hay phải trồng cây khác..."
Trồng - chặt diễn ra không đồng bộ, "mạnh ai nấy làm", dẫn đến sản xuất manh mún, quy mô nhỏ lẻ, thiếu liên kết, thiếu thông tin thị trường. Dẫn đến trồng rồi lại khó khăn đầu ra thị trường tiêu thụ.
Các giống cây trồng mới cho ra nông sản có nhiều ưu điểm vượt trội nên nhất thời thu hút khách hàng tiêu thụ trên thị trường. Việc trồng chúng cũng có nhiều thuận lợi. Một ví dụ, chanh không hạt có nguồn gốc từ Mỹ. Quả chanh không có hạt, vỏ mỏng, nước ít chua, không có vị đắng như chanh giấy. Cây cho trái quanh năm, cây ít gai, năng suất cao, khả năng kháng bệnh tốt. Trồng sau 18 tháng là đã có thể thu hoạch. Lợi nhuận do giống cây mới mang lại rất lớn cũng khiến nông dân nhất thời chạy theo, chẳng hạn, việc trồng chanh dây ở Gia Lai trong năm 2016 được tính toán chỉ đầu tư 100 triệu VND vào 1 ha đất có thể mang về lợi nhuận 1 tỷ VND. Ông Phạm Ngọc Cơ cho biết "Rất khó thực hiện quy hoạch loại cây trồng vì phải phụ thuộc vào thị trường tiêu thụ".
Một nguyên nhân bất khả kháng của chặt rồi trồng là do tình trạng xâm nhập mặn khiến các vườn cây bị mất mùa hoặc chết, điều này thấy rõ tại Tiền Giang, Bến Tre. Tại xã Tam Bình, Cai Lậy, Tiền Giang, thiên tai kép gồm đợt hạn hán và nước nhiễm mặn nghiêm trọng nhất chưa từng có vào năm 2020, hơn 70 % diện tích canh tác sầu riêng bị chết, số còn lại cũng đang chết dần.

## Hậu quả
Tình trạng trồng - chặt bắt đầu từ việc chạy theo nhu cầu thị trường, khi một loại sản phẩm nông nghiệp đang giai đoạn giá trị cao nhiều nông dân đổ xô mua cây giống về trồng. Việc trồng cây chạy theo giá cả cao và cây bị chặt khi giá cả thị trường loại nông sản đó sụt giảm. Tuy nhiên đã diễn ra hiện tượng giá cả tăng trở lại thì thị trường thiếu hàng, người nông dân thì đã chặt sạch cây trong vườn của họ. Trong năm 2022 nông dân Tiền Giang chặt mít, nhưng sang năm 2023 giá mít tăng trở lại. Tại Bến Tre, chỉ trong vài năm khó khăn, không chỉ giá dừa tuột quá thấp, thương lái cũng không mua hàng nên nhiều nông dân chặt vườn dừa của họ, đến khi giá dừa tăng mạnh trở lại thì lại không có dừa để bán.
Việc giá cả không ổn định, biến động liên tục dẫn đến hệ quả là thói quen ép giá của thương lái, thu mua với giá chênh lệch lớn. Tuy chính quyền có kêu gọi và doanh nghiệp đã có tham gia giữ giá thu mua "giải cứu" nhưng không thể kéo dài quá lâu.
Việc chặt rồi trồng mất rất nhiều thời gian để có thể thu hoạch lại. Chẳng hạn sầu riêng mất từ 4 đến 5 năm thì cây sầu riêng mới đủ mức trưởng thành để thu hoạch. Trong thời gian đó, người nông dân có thể sẽ không có bất kỳ khoản thu nhập nào để trang trải cuộc sống. Các vấn đề khác là kỹ thuật trồng sầu riêng khá cao, chi phí vật tư nông nghiệp rất lớn. Đồng thời rủi ro về dịch bệnh, thiên tai. Măng cụt cũng cần thời gian dài tương ứng, khoảng 5 năm mới có thể cho trái vụ mùa đầu tiên. Đối với vấn nạn của dừa ở Bến Tre vào năm 2012, nhiều ý kiến đưa ra cũng cho thấy, chặt dừa rồi phải chờ rất nhiều năm, trong thời gian đó nông dân sống bằng gì. Việc trồng lại cũng là khoản tốn kém vì đòi hỏi phải có vốn, vốn trồng lại và chi phí chăm sóc trong thời gian dài cho đến khi có thể thu hoạch.
Việc giá cả bấp bênh và tổn thất từ chặt rồi trồng dẫn đến đời sống nông dân trở nên khó khăn, nhất là về y tế, giáo dục.
Trong các trường hợp khác, nông dân tiến hành chặt cây trồng cũ rồi trồng cây trồng mới trên những vùng đất không phù hợp cho cây trồng mới về mặt khí hậu, thổ nhưỡng gây kém chất lượng nông sản và sản lượng thấp. Do đó, hiệu quả kinh tế thấp. Nông sản chất lượng kém xuất phát từ nông dân trồng loại cây mới mà họ không chuyên. Một ví dụ, việc trồng thanh long tại Cà Mau, người nông dân chưa làm tốt việc canh tác do không am hiểu kỹ thuật trồng, chăm sóc, chống sâu bệnh nên năng suất thấp, chất lượng quả không cao.
Lợi nhuận lớn của một số nông sản không chỉ khiến người nông dân chặt bỏ cây trong vườn của họ để trồng lại mà thúc đẩy họ đi thuê thêm nhiều đất đai để trồng loại cây đang có giá trị cao. Chẳng hạn việc thuê đất trồng cam từ năm 2012 ở một số tỉnh Vĩnh Long, Hậu Giang.
Khi diện tích trồng của một loại cây nông nghiệp gia tăng dẫn đến sản lượng tăng lên, cung ứng vượt nhu cầu thị trường dẫn đến hàng hóa nông sản tràn ngập và giá cả bắt đầu sụt giảm. Thương lái không thu mua hoặc thu mua với giá mua thấp, dẫn đến nông dân bị lỗ do không bù nổi chi phí vật tư nông nghiệp, gồm phân bón, thuốc trừ sâu,...và công lao động. Cuối cùng, nông dân tiến hành chặt bỏ cây trồng và bắt đầu trồng cây trồng khác khi họ thấy sản phẩm của loại cây đó đang được giá trên thị trường. Hiện tượng chạy theo cầu, cung thừa được lặp đi lặp lại dẫn đến việc trồng rồi lại chặt. Hiện tượng trồng- chặt liên tục cuối cùng đã đẩy nông dân vào khó khăn khiến nhiều người buộc phải bán đất để thanh toán nợ nần.

## Giải pháp
Việc khuyến khích hạn chế trồng - chặt của nông dân là giải pháp đầu tiên. Võ Hữu Thoại, Viện trưởng Viện Cây ăn quả miền Nam Việt Nam đưa ra ý kiến: "Chúng tôi khuyên người dân trong quá trình trồng khi nông sản gặp giá thấp đừng vội phá bỏ, cần tìm hiểu thị trường và giảm đầu tư để hạ chi phí sản xuất, đợi giá tăng lại sẽ chăm sóc đầu tư. Như vậy sẽ giảm thiệt hại hơn so với việc vội vã chặt và đầu tư trồng mới" Năm 2012, Cục phó Cục Trồng trọt Bộ Nông nghiệp và Phát triển nông thôn là Phan Văn Dư nói về ngành dừa Bến Tre "Mặc dù giá dừa liên tục giảm từ đầu năm 2012 đến nay và đang ở mức “thấp không tưởng”, nhưng đây là chuyện nóng lạnh của thị trường. Một thời gian ngắn nữa thôi, kinh tế thế giới hồi phục thì sức tiêu thụ tăng trở lại, giá dừa sẽ tăng. Chính vì thế, người dân Bến Tre cần bình tĩnh, cố gắng chịu đựng thêm một thời gian". Nông dân cần canh tác ổn định, bền vững, tránh chạy theo trào lưu. Việc chuyển đổi cây trồng cần xem xét kỹ khả năng thích ứng thời tiết, thổ nhưỡng, như khả năng chịu phèn cao, cây giống phù hợp với địa phương.
Giải pháp thứ hai là liên kết với doanh nghiệp để họ có biện pháp bao tiêu sản phẩm ổn định cho người nông dân, nông dân cần có Hợp tác xã và mô hình này sẽ liên kết với doanh nghiệp, và liên kết với quản lý của nhà nước. Việc liên kết gắn với nhiều khâu, từ cây giống, kỹ thuật canh tác, tiêu thụ, chế biến, xuất khẩu. Chính phủ xác định 4 liên kết: nhà nông, doanh nghiệp, nhà nước, nhà khoa học để nông nghiệp phát triển bền vững, hạn chế tình trạng cung vượt cầu.
Giải pháp thứ ba là hình thành các vùng đã được gắn với mã số vùng trồng xuất khẩu để giữ ổn định sản lượng nông sản xuất khẩu. Khi có mã vùng trồng xuất khẩu thì thị trường nhập từ Trung Quốc mới không bấp bênh, cũng như việc quản lý của nhà nước (Việt Nam) trước các biến động thị trường nông sản mới hiệu quả. Như thế, các vấn đề chính là đầu ra tiêu thụ của nông sản, chỉ cần giải quyết vấn đề này thì hiện tượng trồng - chặt sẽ chấm dứt. Tuy nhiên, đòi hỏi việc mở rộng vùng trồng được cấp mã số, cũng như đàm phán tăng số lượng hàng được xuất khẩu. Đồng thời, chất lượng hóa nông sản theo tiêu chuẩn VietGAP, GlobalGAP.
Giải pháp thứ tư là chế biến, đóng gói, đa dạng hóa sản phẩm, tránh việc phụ thuộc hình thức bán tươi nông sản. Giải pháp thứ năm là mở rộng thị trường xuất khẩu nông sản sang nhiều nước, tổ chức các sự kiện festival Trái cây, chẳng hạn festival Dừa vào tháng 5 năm 2012. Giải pháp thứ sáu là kết hợp du lịch sinh thái và kết hợp sản xuất, như việc nuôi thủy sản ở các mương nước trong vườn. Chính quyền cũng đã xác định, Việt Nam cần thay đổi tư duy, từ tư duy sản xuất nông nghiệp sang tư duy kinh tế nông nghiệp.
Bên cạnh giải pháp dài hạn còn có giải pháp khẩn cấp là giải cứu nông sản.
Việc chuyển sang trồng loại cây khác có nhiều khó khăn, người nông dân thiếu kinh nghiệm về loại cây trồng mới, cũng như đối mặt khó khăn chưa có kinh nghiệm tìm thị trường tiêu thụ. Điều này khiến một số nông dân có sự cẩn trọng trong quá trình chuyển đổi cây trồng, họ chặt - trồng một cách từ từ. Họ tiếp tục canh tác cây trồng hiện có, nhưng trồng xen loại cây mà họ đánh giá có giá trị cao, đang có sức hút trên thị trường tiêu thụ. Việc trồng xen từng bước một số phần đất một cách từ từ, bên cạnh đó là học hỏi và nghiên cứu kiến thức, kinh nghiệm về loại cây trồng mới. Tại Phú Tân, An Giang, khoảng 2012, nông dân được khuyến khích trồng xen cam và bưởi.